# Pierre Gamet
Pierre Gamet (* 23. August 1944 in Tarare (Rhône), Frankreich; † 7. Januar 2012 in Paris) war ein französischer Toningenieur.

## Leben
Gamet war auch vereinzelt als Schauspieler tätig. Seine Karriere beim Film startete er Anfang der 1970er-Jahre. Er erhielt viermal den César für den Besten Ton und war siebzehn Mal nominiert. Während seiner Karriere gewann er einmal den Goya-Awards und war vier weitere Male nominiert.
Pierre Gamet war an mehr als 140 Produktionen beteiligt.

## Filmografie (Auswahl)
- 1990: Cyrano von Bergerac
- 2008: Die Frau des Anarchisten (The Anarchist's Wife)
- 2010: Kleine wahre Lügen (Les Petits Mouchoirs)
- 2012: Männer und die Frauen (Les infidèles)
- 2012: Das Mädchen und der Künstler (El artista y la modelo)